# Списак насељених места у Француској: J
| A \| B \| C \| D \| E \| F \| G \| H \| I \| J \| K \| L \| M \| N \| O \| P \| Q \| R \| S \| T \| U \| V \| W \| X \| Y \| Z \| É |

- Jablines
- Jabreilles-les-Bordes
- Jabrun
- Jacob-Bellecombette
- Jacou
- Jacque
- Jagny-sous-Bois
- Jaignes
- Jaillans
- Jaille-Yvon
- Jaillon
- Jailly
- Jailly-les-Moulins
- Jainvillotte
- Jalesches
- Jaleyrac
- Jaligny-sur-Besbre
- Jallais
- Jallanges
- Jallans
- Jallaucourt
- Jallerange
- Jalognes
- Jalogny
- Jambles
- Jambville
- Jametz
- Jaméricourt
- Janailhac
- Janaillat
- Jancigny
- Jandun
- Janneyrias
- Jans
- Janville (Calvados)
- Janville (Eure-et-Loir)
- Janville (Oise)
- Janville-sur-Juine
- Janvilliers
- Janvry (Essonne)
- Janvry (Marne)
- Janzé
- Jarcieu
- Jard (Charente-Maritime)
- Jard-sur-Mer
- Jardin (Corrèze)
- Jardin (Isère)
- Jardres
- Jargeau
- Jarjayes
- Jarménil
- Jarnac
- Jarnac-Champagne
- Jarnages
- Jarne
- Jarnioux
- Jarnosse
- Jarny
- Jarret
- Jarrie (Charente-Maritime)
- Jarrie (Isère)
- Jarrie-Audouin
- Jarrier
- Jars
- Jarsy
- Jarville-la-Malgrange
- Jarzé
- Jas
- Jasney
- Jassans-Riottier
- Jasseines
- Jasseron
- Jasses
- Jatxou
- Jau-Dignac-et-Loirac
- Jaucourt
- Jaudonnière
- Jaudrais
- Jaujac
- Jauldes
- Jaulges
- Jaulgonne
- Jaulnay
- Jaulnes
- Jaulny
- Jaulzy
- Jaunac
- Jaunay-Clan
- Jaure
- Jausiers
- Jaux
- Jauzé
- Javaugues
- Javené
- Javerdat
- Javerlhac-et-la-Chapelle-Saint-Rober
- Javernant
- Javie
- Javols
- Javrezac
- Javron-les-Chapelles
- Jax
- Jaxu
- Jayac
- Jayat
- Jazeneuil
- Jazennes
- Jeancourt
- Jeandelaincourt
- Jeandelize
- Jeanménil
- Jeansagnière
- Jeantes
- Jebsheim
- Jegun
- Jenlain
- Jenzat
- Jessains
- Jetterswiller
- Jettingen
- Jeu-Maloches
- Jeu-les-Bois
- Jeufosse
- Jeugny
- Jeumont
- Jeurre
- Jeux-lès-Bard
- Jeuxey
- Jevoncourt
- Jezainville
- Joannas
- Job (Francja)
- Jobourg
- Joch
- Joganville
- Joigny
- Joigny-sur-Meuse
- Joinville
- Joinville-le-Pont
- Joiselle
- Jolimetz
- Jolivet
- Jonage
- Joncels
- Joncherey
- Jonchery
- Jonchery-sur-Suippe
- Jonchery-sur-Vesle
- Jonchère
- Jonchère-Saint-Maurice
- Jonchères
- Joncourt
- Joncreuil
- Joncy
- Jongieux
- Jonquerets-de-Livet
- Jonquerettes
- Jonquery
- Jonquières (Aude)
- Jonquières (Hérault)
- Jonquières (Oise)
- Jonquières (Tarn)
- Jonquières (Vaucluse)
- Jonquières-Saint-Vincent
- Jons
- Jonval
- Jonvelle
- Jonville-en-Woëvre
- Jonzac
- Jonzier-Epagny
- Jonzieux
- Joppécourt
- Jort
- Jorxey
- Josat
- Joserand
- Josnes
- Josse
- Josselin
- Jossigny
- Jou-sous-Monjou
- Jouac
- Jouaignes
- Jouancy
- Jouarre
- Jouars-Pontchartrain
- Jouaville
- Joucas
- Joucou
- Joudes
- Joudreville
- Jouet-sur-l'Aubois
- Jouey
- Jougne
- Jouhe
- Jouhet
- Jouillat
- Jouques
- Jouqueviel
- Jourgnac
- Journans
- Journet
- Journiac
- Journy
- Jours-en-Vaux
- Jours-lès-Baigneux
- Joursac
- Joussé
- Jouvençon
- Joux
- Joux-la-Ville
- Jouy (Eure-et-Loir)
- Jouy (Yonne)
- Jouy-Mauvoisin
- Jouy-aux-Arches
- Jouy-en-Argonne
- Jouy-en-Josas
- Jouy-en-Pithiverais
- Jouy-le-Châtel
- Jouy-le-Moutier
- Jouy-le-Potier
- Jouy-lès-Reims
- Jouy-sous-Thelle
- Jouy-sur-Eure
- Jouy-sur-Morin
- Joué-du-Bois
- Joué-du-Plain
- Joué-en-Charnie
- Joué-l'Abbé
- Joué-lès-Tours
- Joué-sur-Erdre
- Joyeuse (Ardèche)
- Joyeux
- Joze
- Juaye-Mondaye
- Jubainville
- Jubaudière
- Jublains
- Juch
- Jugazan
- Jugeals-Nazareth
- Jugon-les-Lacs
- Jugy
- Juicq
- Juif
- Juignac
- Juignettes
- Juigné-des-Moutiers
- Juigné-sur-Loire
- Juigné-sur-Sarthe
- Juillac (Corrèze)
- Juillac (Gers)
- Juillac (Gironde)
- Juillac-le-Coq
- Juillaguet
- Juillan
- Juillenay
- Juilles
- Juilley
- Juilly (Côte-d'Or)
- Juilly (Seine-et-Marne)
- Juillé (Charente)
- Juillé (Deux-Sèvres)
- Juillé (Sarthe)
- Jujols
- Jujurieux
- Julianges
- Julienne
- Juliénas
- Jullianges
- Jullié
- Jullouville
- Jully
- Jully-lès-Buxy
- Jully-sur-Sarce
- Julos
- Julvécourt
- Jumeauville
- Jumeaux
- Jumel
- Jumelles
- Jumellière
- Jumencourt
- Jumigny
- Jumilhac-le-Grand
- Jumièges
- Junas
- Junay
- Juncalas
- Jungholtz
- Junhac
- Junies
- Juniville
- Jupilles
- Juranville
- Jurançon
- Jurignac
- Jurques
- Jurvielle
- Jury
- Juré
- Juscorps
- Jusix (Lot-et-Garonne)
- Jussac
- Jussarupt
- Jussas
- Jussecourt-Minecourt
- Jussey
- Jussy (Aisne)
- Jussy (Moselle)
- Jussy (Yonne)
- Jussy-Champagne
- Jussy-le-Chaudrier
- Justian
- Justine-Herbigny
- Justiniac
- Jutigny
- Juvaincourt
- Juvancourt
- Juvanzé
- Juvardeil
- Juvelize
- Juvignac
- Juvignies
- Juvigny (Aisne)
- Juvigny (Haute-Savoie)
- Juvigny (Marne)
- Juvigny-en-Perthois
- Juvigny-le-Tertre
- Juvigny-sous-Andaine
- Juvigny-sur-Loison
- Juvigny-sur-Orne
- Juvigny-sur-Seulles
- Juvigné
- Juville
- Juvinas
- Juvincourt-et-Damary
- Juvisy-sur-Orge
- Juvrecourt
- Juxue
- Juzanvigny
- Juzennecourt
- Juzes
- Juzet-d'Izaut
- Juzet-de-Luchon
- Juziers
- Jâlons
- Jésonville
- Jézeau
- Jû-Belloc
- Jœuf

| A \| B \| C \| D \| E \| F \| G \| H \| I \| J \| K \| L \| M \| N \| O \| P \| Q \| R \| S \| T \| U \| V \| W \| X \| Y \| Z \| É |